# Maksymian (poeta)
Maksymian (łac. Maximianus) – poeta łaciński, tworzący w VI wieku.
Pochodził z Etrurii, przyjaźnił się z Boecjuszem. Z jego twórczości zachowało się 6 lekkich, intymnych elegii. Autor skarży się w nich na trudy wieku starczego i wspomina z sentymentem szczęśliwe uroki młodości.